# Receptor sličan D2 receptoru
Receptori slični D2 receptorima su potfamilija dopaminskih receptora koji vezuju endogeni neurotransmiter dopamin. D2-slična potfamilija se sastoji od dva G protein spregnuta receptora koji su spregnuti sa /Go i posreduju inhibitornu neurotransmisiju. Ona obuhvata D1, D1 i D4 receptor.